# London Mix
London Mix е албум на Цеца, издаден през 2005 г. 8 (1-2 и 4-9) от песните са от предния ѝ албум, а 2 (3 и 10) от албума "Деценија" миксирани от композиторът ѝ Александър Милич-Мили. Издаден от Ceca Music & Miligram Music.

## Песни
1. Замало
2. Пази с киме спаваш
3. Забрањени град
4. План Б
5. Горе од љубави
6. Не гуши ме
7. Прљаво
8. 39,2
9. Стерео бол
10. Трула вишња

Текст на всички песни – Марина Туцакович. Музика на всички песни – Александър Милич – Мили. Аранжимент на всички песни – Оги Богданович и Зоран Врачевич. DJ Mix на всички песни – О. Богданович.